# 日本グランプリ (4輪)
日本グランプリ（にっぽんグランプリ または にほんグランプリ、英語: Japanese Grand Prix）は、日本で開催される自動車レースの名称である。国内自動車レース界における最高位のレース（グランプリ）とされる。

## 概要

### 国内ツーリングカー・スポーツカー時代
1963年〜1969年（1970年は中止）
1962年に鈴鹿サーキットが完成し、1963年5月に「第1回日本グランプリ自動車レース大会」が開催された。このレースは日本における本格的な自動車レースの始まりとされる。第2回までは市販車を改造したツーリングカーやグランドツーリングカーを中心に、排気量ごとにクラス分けして行われた。1966年の第3回大会より富士スピードウェイに舞台を移し、スポーツカーさらには二座席レーシングカーのレースとなり、「TNT（トヨタ、日産、タキ・レーシング）」のビッグマシン対決などの話題で盛り上がった。
1970年には日産が「排ガス対策の開発に集中したい」との理由から日本グランプリの参戦取り止めを発表。トヨタもそれに追随したため、日本自動車連盟（JAF）はこの年の日本グランプリ開催を断念。大排気量レーシングカーによる日本グランプリは終焉を迎える。

### 国内フォーミュラ時代
1971年〜1976年（1974年を除く）
1971年から日本グランプリはフォーミュラカーレースとして再スタート。1973年からは全日本F2000選手権シリーズの1戦として開催された。1974年はオイルショックの影響で中止になったが、1976年まで同形式で開催された。

### F1世界選手権化
1977年〜2019年、2022年～
1976年には日本で初めてF1シリーズ戦が富士スピードウェイで開催されたが、F1日程決定時に既に全日本F2000選手権最終戦『日本グランプリ』が組み込まれていたため、F1日本グランプリではなく「F1世界選手権イン・ジャパン」と命名された。1977年は晴れて『F1日本グランプリ』として開催されたが、レース中に観客死亡事故が発生。この影響などにより、翌年からF1選手権日本ラウンドの開催は中断し、「日本グランプリ」を冠したレースは10年間行われなかった。
1987年からは鈴鹿サーキットで「フジテレビジョン 日本グランプリ」と題して再び開催されるようになった。日程的にシリーズ終盤の10月下旬に開催されていたため、秋の風物詩として、またチャンピオン争いが佳境にあることが多かったことでドラマチックなレースが展開されることが多かった。ハッピーマンデー制度が導入された2000年以降は10月上旬のスポーツの日（旧：体育の日）を含む三連休中にレースが行われることが多かったが、台風の影響を受ける年が度々あったことや、フライアウェイ戦の日程効率化を図る目的から、2024年以降は春の4月開催に変更された。
1987年から鈴鹿サーキットで開催されてきたF1日本GPだったが、コースの安全性や施設の老朽化が問題となり、2005年に大幅なコース及び施設改修を行い近代的なサーキットに生まれ変わった富士スピードウェイが招致に名乗りを上げたこともあって、2007年からは30年ぶりに富士スピードウェイで開催されることとなった。
その後、鈴鹿サーキット側が2008年以降の鈴鹿での開催再開を熱望しFOMと交渉を続けていたが、2007年9月8日にFOM・鈴鹿サーキット・富士スピードウェイの三者が、2007･2008年は富士、2009年は鈴鹿で開催することを発表した。
2010年以降については、富士と鈴鹿で隔年開催の予定であった。これは、FIA（国際自動車連盟）が、ドイツやイタリアでのGPと同様にF1の開催を完全に1カ国1開催の原則を通し、新規開催国でのGPを増加させたい意向であることも背景にあると思われている。この状況下、2009年7月7日、富士が2010年の開催中止を発表した。それにより2010年の日本グランプリの開催については不透明な状況になったが、2009年8月23日、モビリティランド（鈴鹿サーキットの運営会社）が「2010年のF1日本GPを鈴鹿で開催する契約をFOM（フォーミュラ・ワン・アドミニストレーション）と締結した」旨を発表した。これにより2010年と2011年のF1日本GPは鈴鹿で開催されることが正式に決定した。
2007年3月にFOAのバーニー・エクレストン会長が「早ければ2008年からの日本グランプリは夜間開催にしたい」という意向を示した。これは、FOAとしては時差の関係で日本を含め、アジア・オーストラリアでの開催では、ヨーロッパでの放送が早朝帯となり低視聴率となることから、これを解消する為に、今後夜間開催を推進していく考えであるというものである。しかし、実施にあたっては、夜間照明設備の整備を行う必要や、安全面での問題が出てくるため、夜間開催実現にはまだ紆余曲折があるものと見られる。
2011年3月に鈴鹿との開催契約は2018年まで継続されたが、2017年にエクレストンからリバティメディアへF1の運営権が代わったことや後述する観客動員の減少傾向もあり、2019年以降の開催が危ぶまれたこともあったが、2018年8月31日に、2021年までの開催継続が決定したと発表された。なお、2018年のみ本田技研工業がタイトルスポンサーとなったため、正式名称が変更された。2020年は新型コロナウイルスの影響で中止の決断をした。2021年も同様、中止の決断をした。なお、同年4月に鈴鹿との開催契約が2024年まで延長され、2024年2月にはさらに5年の延長契約が結ばれ、少なくとも2029年までは鈴鹿での開催が決定している。
これとは別に大阪観光局による大阪でのF1開催計画が浮上しているが、開催地は大阪府内全域で検討中とされているだけで具体的には決まっておらず、財源の確保やインフラの整備も必須である。大阪観光局は鈴鹿との2レース開催を希望しているが、鈴鹿と大阪の距離が130kmしか離れていないことや、他の国でも開催を希望している都市もあり、この計画が公表された直後に前述した鈴鹿との長期契約が結ばれたため、大阪での開催の実現性は低いとみられる。

## 過去の主な出来事

### F1以前

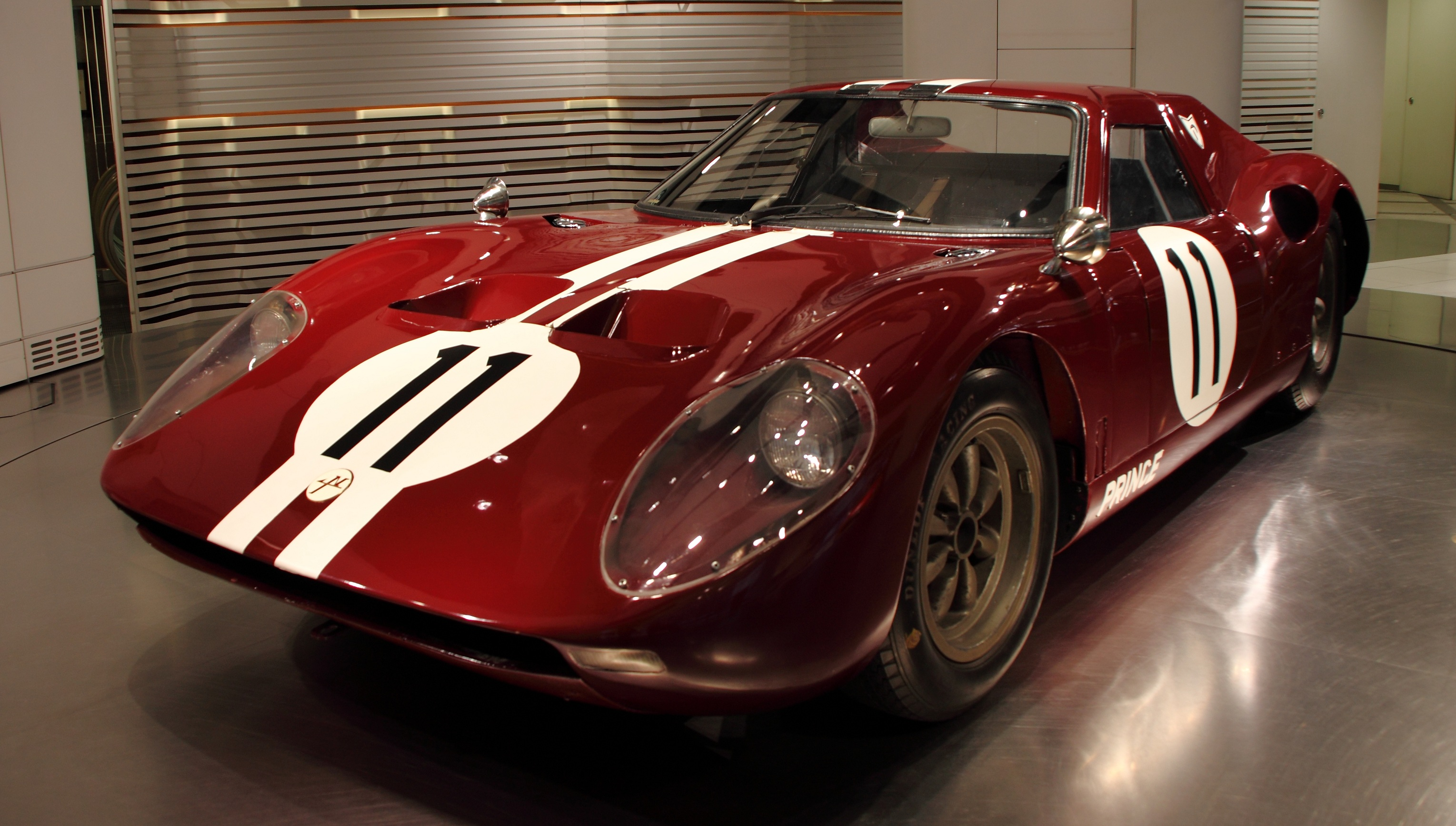
プリンス・R380（1966年型）

1964年
GT-IIクラスにおいてプリンス・スカイラインGTとポルシェ・904の日欧車対決が行われた。式場壮吉が駆るポルシェが優勝したが、生沢徹が駆るスカイラインGTが1周だけポルシェを抜いてトップを走行し、「スカイライン伝説」の始まりとなった。
1966年

鈴鹿から富士へ舞台を移して開催。国産初のプロトタイププリンス・R380が砂子義一のドライブにより優勝。日産との合併が決まっていたプリンスが有終の美を飾った。
1969年
大排気量スポーツカー時代の頂上決戦。日産、トヨタのライバル対決に加えて、西ドイツからポルシェのワークスチームも参戦し、日産の黒澤元治が駆るR382が優勝した。

### F1以降

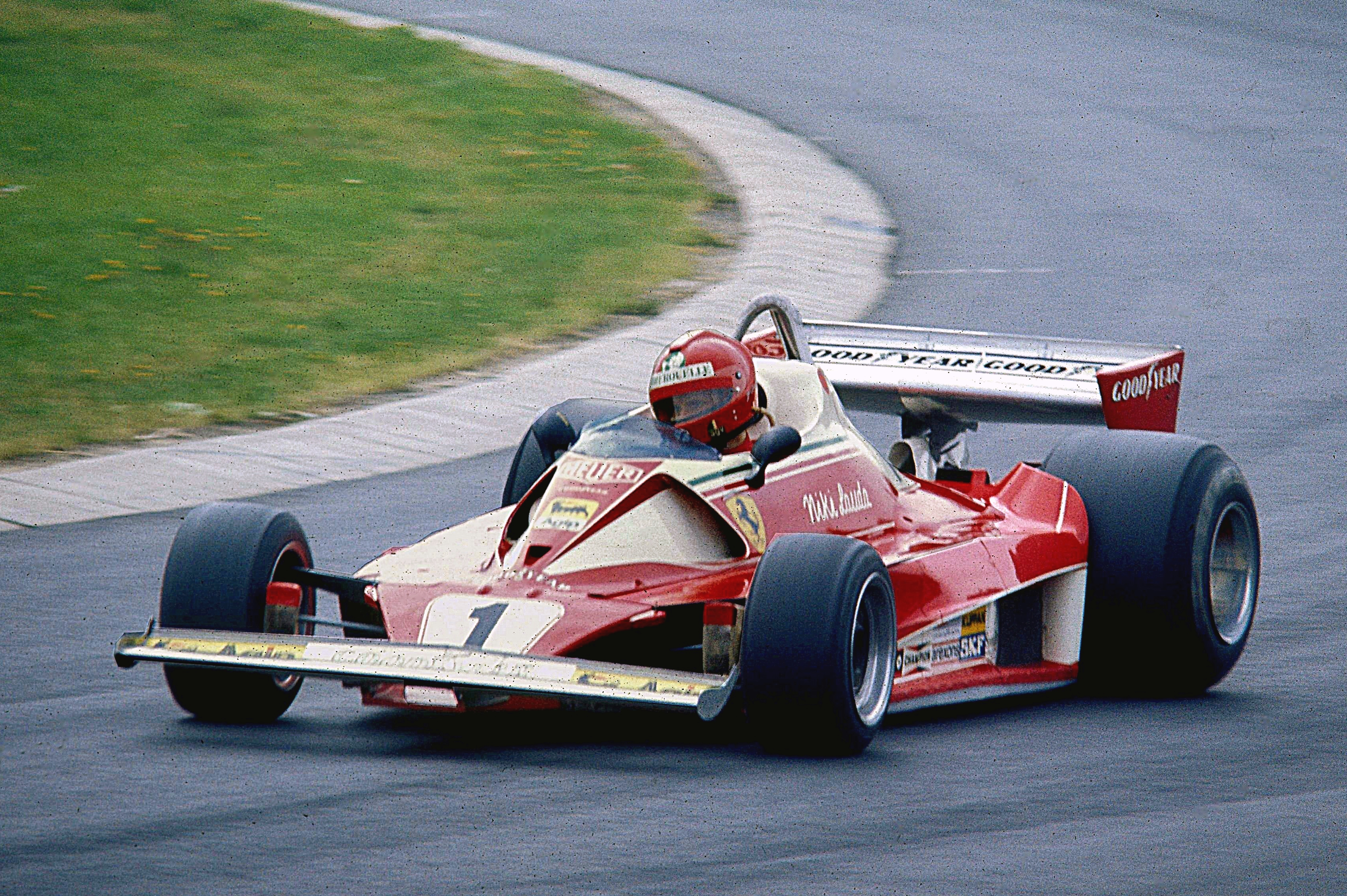
ニキ・ラウダのフェラーリ・312T2

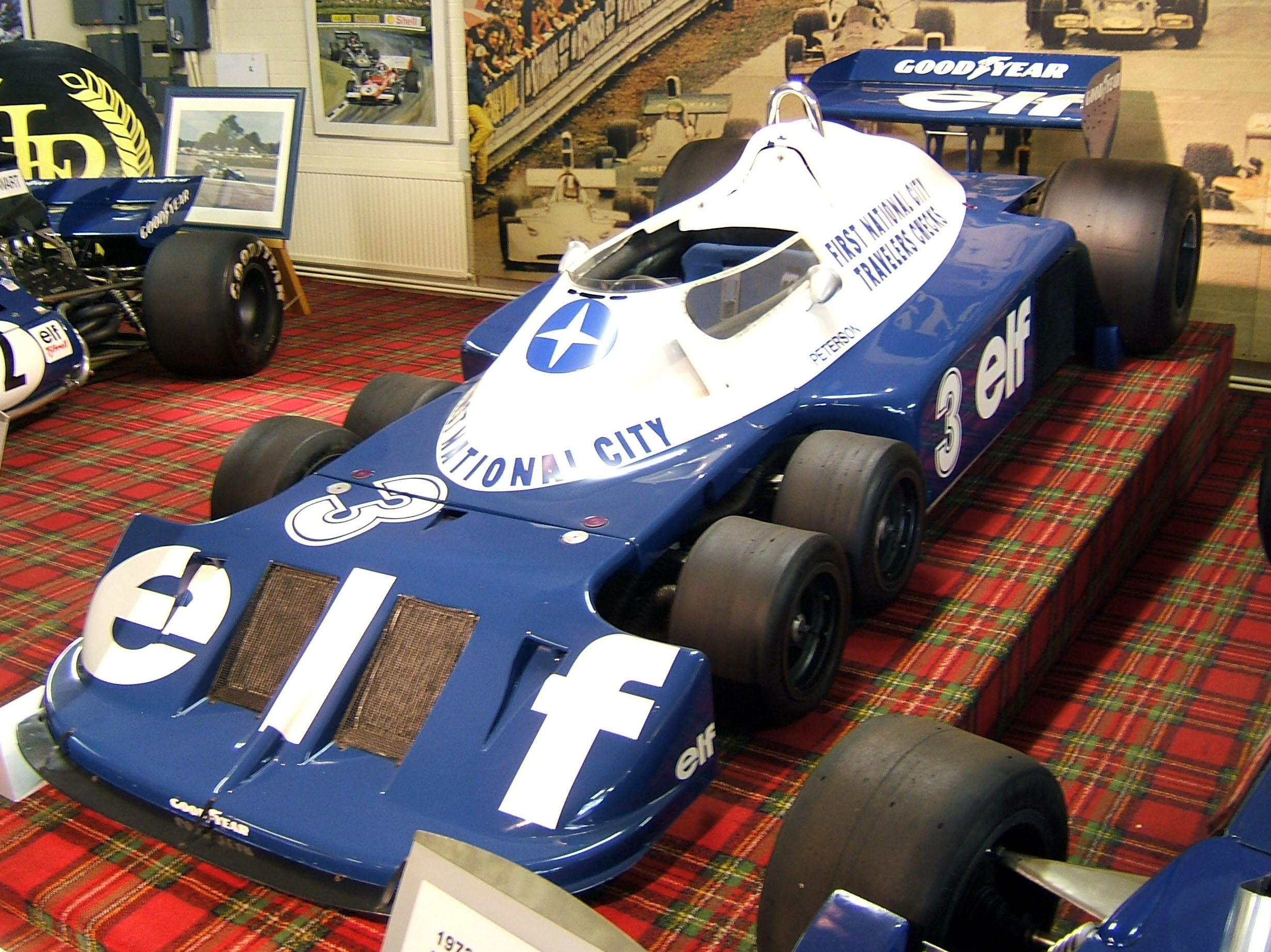
ロニー・ピーターソンのティレル・P34

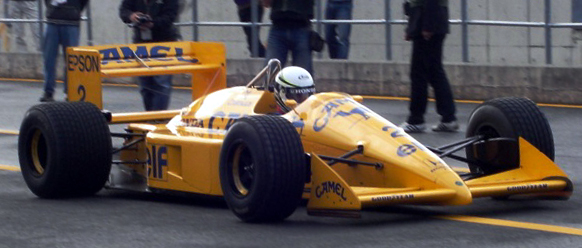
中嶋悟のロータス・100T

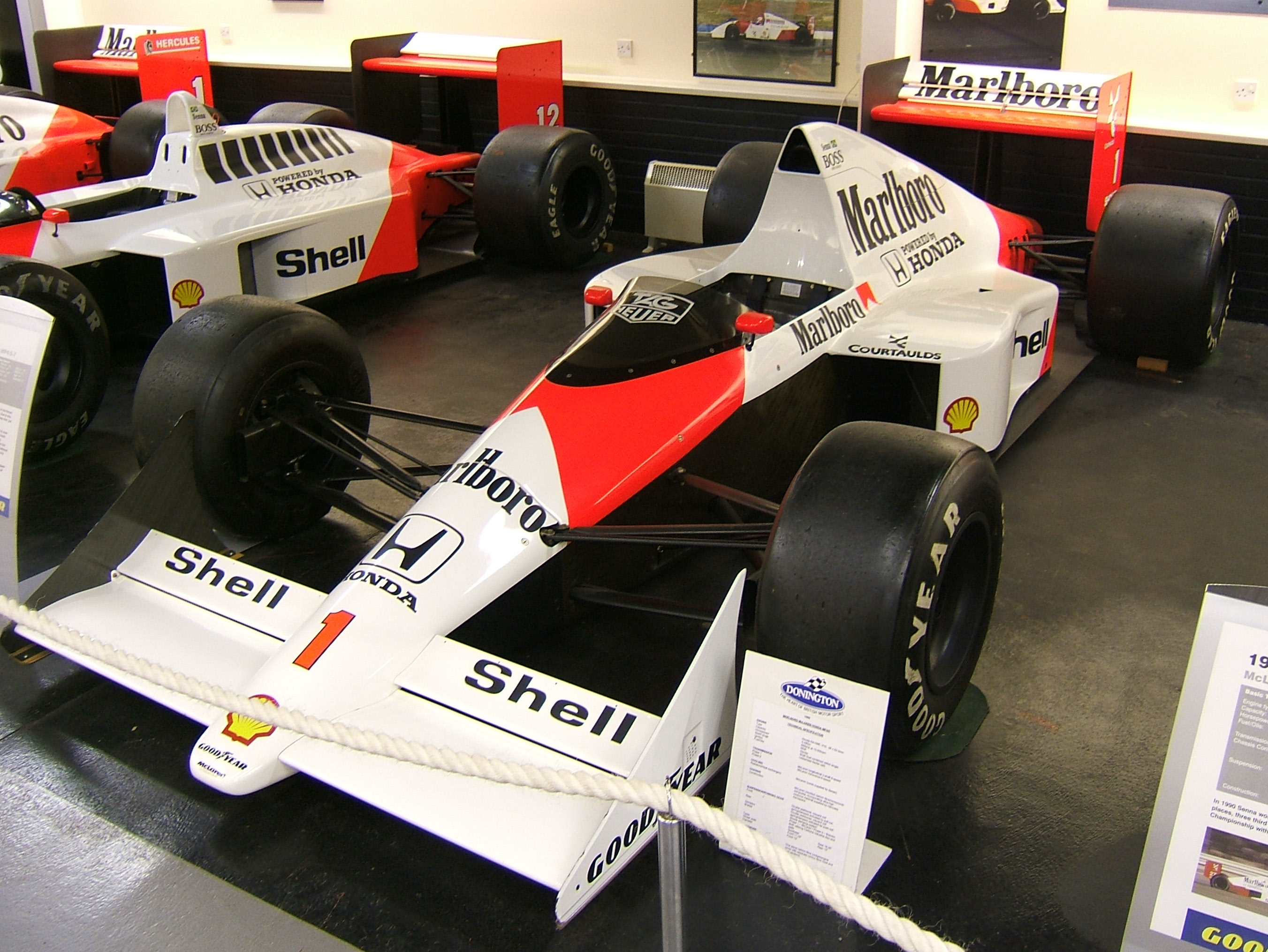
アイルトン・セナのマクラーレン・MP4/5

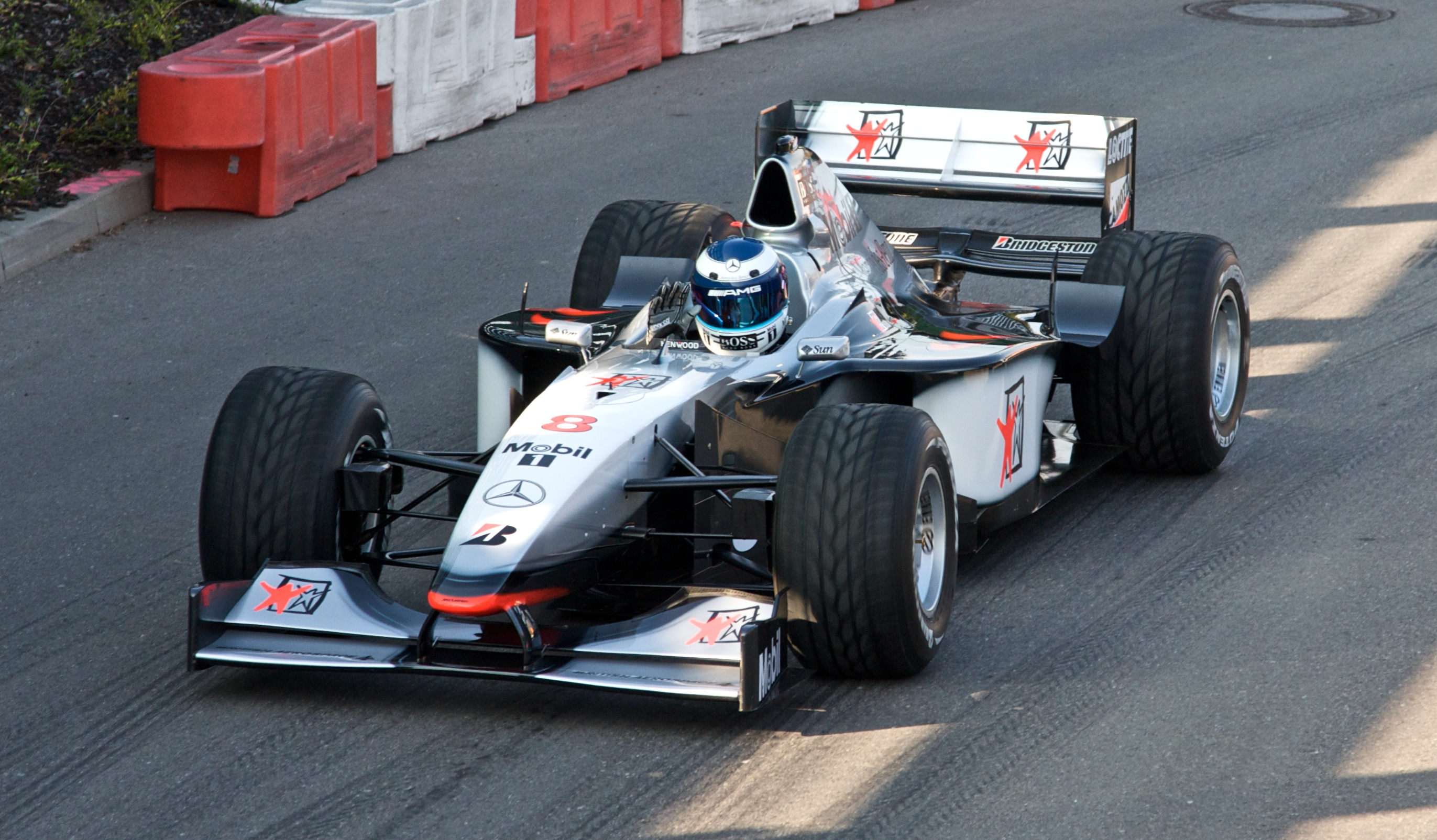
ミカ・ハッキネンとマクラーレン・MP4-13

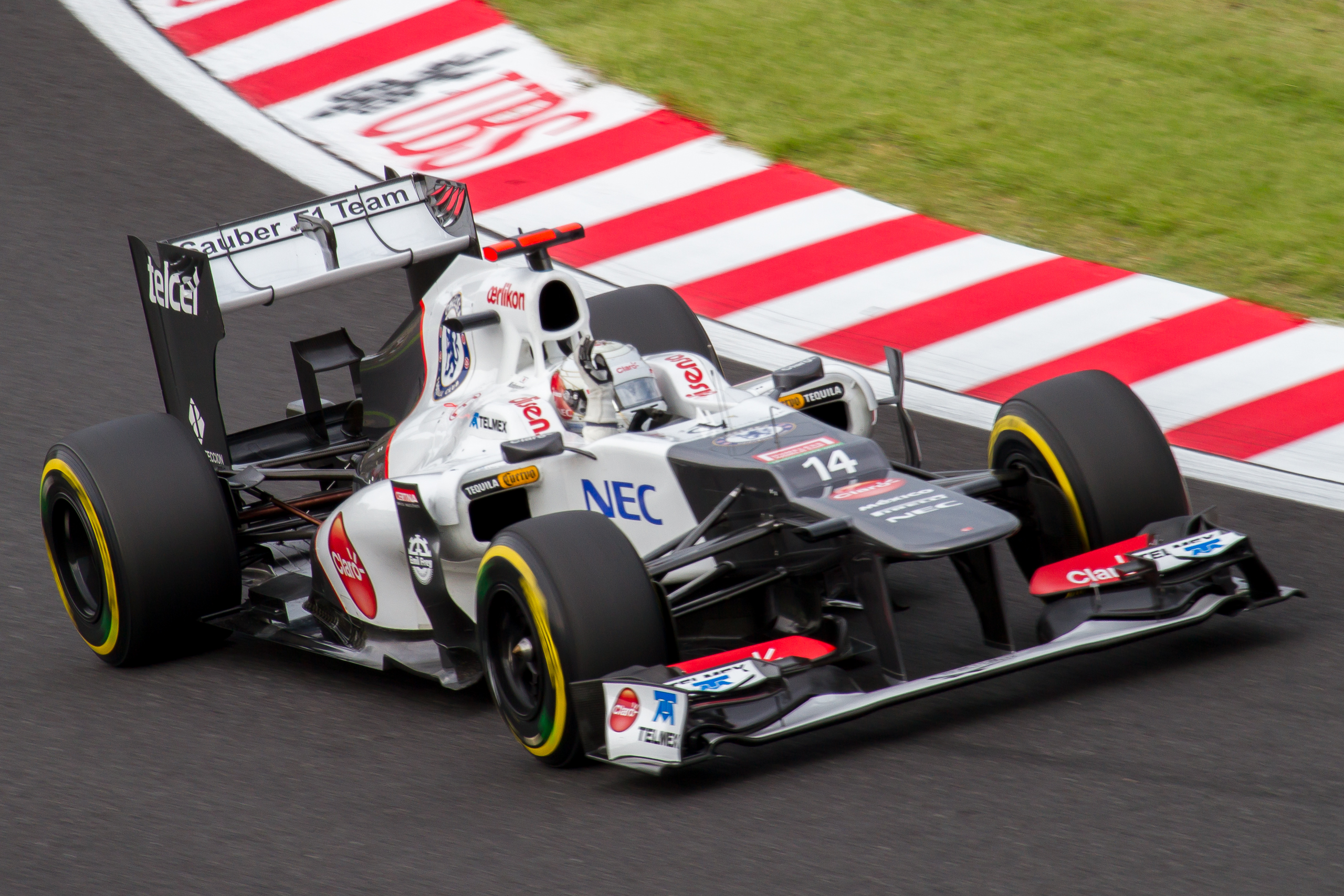
小林とザウバー・C31

★マークはドライバーズ・チャンピオン決定レース
1976年（F1世界選手権イン・ジャパン） ★

1976年シーズンの最終戦としてF1が日本初上陸し、フェラーリのニキ・ラウダとマクラーレンのジェームス・ハントとのチャンピオン決定戦となった。決勝当日の富士は豪雨に見舞われ、ラウダはコース状況が危険であるとして開始早々に自主リタイアしたが、その後天候は回復した。ハントは3位でフィニッシュし、わずか1ポイント差で逆転王座に輝くこととなった。また、予選1回目でコジマ・KE007に乗る長谷見昌弘がF1レギュラー陣を脅かす好タイムを記録。決勝では旧型ティレルを駆る星野一義が快走を見せ、一時は3位走行するも、用意していたタイヤを全て使い切ったため、レース半ばでリタイアした。
1977年

富士での2回目のF1開催となったが、レース序盤にフェラーリのジル・ヴィルヌーヴがティレルのロニー・ピーターソンに追突してコースアウトを喫し、立入禁止区域にいた観客らを巻き込む死傷事故が発生した。当時の日本にはモータースポーツに対する理解が無く、ヴィルヌーヴは業務上過失致死罪で書類送検され、日本国外への永久追放処分となった。主催者側が十分な利益を上げられなかったことなどもあり、日本GPはF1カレンダーから姿を消すことになった。
1987年 ★
「F1最強エンジン」の名を得たホンダの地元である鈴鹿サーキットに舞台を移し、10年ぶりに日本グランプリが復活した。ウィリアムズ・ホンダのチームメイト、ネルソン・ピケとナイジェル・マンセルのチャンピオン争いのかかる戦いであったが、予選中のクラッシュでマンセルが欠場し、戦わずしてピケの3回目のチャンピオンが決定した。レースではそれまで37レース勝利のなかったフェラーリが、ゲルハルト・ベルガーの力走により、2年ぶりの勝利を飾った。日本人初のF1フル参戦を果たした中嶋悟は6位入賞を果たした。
1988年 ★

このレースまでにシーズン14戦13勝を挙げていたマクラーレン・ホンダのチームメイト、アイルトン・セナとアラン・プロストの間でチャンピオンが争われた。ポールポジションのセナはスタートを大失敗したが、猛烈な追い上げでポジションを挽回。28周目にプロストをかわして優勝し、自身初のチャンピオンを獲得した。レース後、セナは「スプーンカーブで神を見た」と発言した。
また、マーチのイヴァン・カペリが非力なNAエンジンを搭載しながらも、プロストを抜いて1周のみラップリーダーを記録した。(カペリは電気系トラブルでリタイア)
1989年 ★

セナ対プロストの鈴鹿決戦第2幕。先行するプロストに対してセナが47周目のシケインで仕掛けたが、プロストが譲らず両者は接触。セナはトップチェッカーを受けたが、シケイン不通過により失格となり、プロストの3度目のチャンピオンが決まった。繰り上がり優勝となったアレッサンドロ・ナニーニは、これがF1唯一の勝利になった。
1990年 ★
セナ対プロスト3度目の対決は、スタート直後の1コーナーでセナがプロストにぶつかり、両者リタイアでセナの2度目のチャンピオンが決定した（後にセナ自身が故意に衝突したと発言）。ベネトンがワンツー・フィニッシュを果たし、鈴木亜久里が母国で日本人として初の表彰台（3位）を獲得した。
1991年 ★
セナとマンセルのチャンピオン争いとなったが、マンセルが10周目の1コーナーでコースアウトしてリタイアしたため、セナの2年連続3回目のチャンピオンが決定した。セナは最終ラップのゴール直前にチームメイトのベルガーを先行させ、勝利を譲った。この年限りで引退を表明していた中嶋はサスペンショントラブルのためリタイアした。
1992年
ウィリアムズ・ルノーが独走を続けた1992年シーズン。第2期ホンダF1撤退前最後の日本グランプリだったが、ウィリアムズ2台がフロントローを独占し、レースもマンセルとリカルド・パトレーゼの1-2が続く。早くも3周目にセナがエンジントラブルでリタイア、ミハエル・シューマッハとジョニー・ハーバートはギアボックスの故障で後退した他、36周目にパトレーゼにトップを譲ったマンセルもエンジンから火を噴きリタイア。結果、安定した走りでパトレーゼが自身のF1キャリア最後の優勝を飾った。
1993年
スポット参戦でF1デビューしたエディ・アーバインが、優勝したセナに周回遅れにされる際、素直に道を譲らなかったことでセナの怒りを買う。レース後、セナがアーバインへ直接クレームをつけにいき、乱闘寸前の口論となった。
1994年
激しい雨のため赤旗中断となり、2ヒート合計タイムで最終順位が決まった。ベネトンのシューマッハとウィリアムズのデイモン・ヒルとのチャンピオン争いは、ヒルが粘りの走りでタイムレースを制し、タイトル決定を最終戦へ持ち越した。
1996年 ★
ヒルとジャック・ヴィルヌーヴのウィリアムズのチームメイト同士によるチャンピオン争いとなったが、37周目のホイール脱落によってヴィルヌーヴがリタイアし、ヒルの自身初のチャンピオンが決定した。ヒルは父グラハムとの史上初の父子二代チャンピオンとなった。
1998年 ★

マクラーレンのミカ・ハッキネンが独走優勝し、自身初のチャンピオンを獲得。ブリヂストンタイヤユーザーが初めてタイトルを獲得した。ハッキネンとは4ポイント差だったフェラーリのシューマッハはスタート前にエンジンストールし、最後方からの追い上げ中、リアタイヤのバーストによりリタイアした。
2000年 ★
3年連続チャンピオンを目指すハッキネンとシューマッハが予選から最速タイムを出し合い、シューマッハが3年連続ポールポジションを獲得。決勝のスタートでトップに立ったハッキネンに対し、シューマッハは得意のピット作戦で形勢を逆転し、自身3度目かつフェラーリ移籍後悲願だったチャンピオンを獲得した。
2003年 ★
チャンピオンに王手をかけたシューマッハに、マクラーレンのキミ・ライコネンが挑むレースとなった。雨の影響で予選14位と出遅れたシューマッハは我慢のレースを強いられ、辛うじて8位でフィニッシュして4年連続通算6度目のチャンピオンを決めた。
また、ヴィルヌーヴの欠場によりB・A・Rから急遽出場した佐藤琢磨は6位でフィニッシュし、チームのコンストラクターズ・ランキング5位獲得に貢献した。
2004年
グランプリ期間に入ってから接近した台風22号の影響で土曜日のセッションが全てキャンセルとなり、日曜日の午前中に2回の予選セッションを行い、午後に決勝レースを行うという、史上初の「ワンデイ・グランプリ」となった。
佐藤は同年のアメリカGPに続く母国での表彰台が期待されたが、チームメイトのジェンソン・バトンに先行され惜しくも4位に終わった。
2005年
予選ではトヨタが日本のコンストラクターとしては初めて日本GPのポールポジションを獲得（ドライバーはラルフ・シューマッハ）。決勝は17番グリッドからスタートしたライコネンが激しい追い上げを見せ、最終ラップの1コーナーでジャンカルロ・フィジケラを抜いてトップに立つという劇的な勝利を収めた。
2006年
一旦の鈴鹿での最後の開催となったレース。予選Q2でシューマッハが1分28秒954というコースレコードを記録した。決勝では首位を走っていたシューマッハが、37周目にシューマッハ自身6年ぶりのエンジンブローでリタイアし、ルノーのフェルナンド・アロンソが優勝。残り1戦を残して10ポイント差をつけチャンピオン争いに王手をかけた。
2007年
鈴鹿から富士へ移転してのF1開催は予選から降り続く雨に祟られ、決勝は19周のセーフティカーランの後にスタート。波乱の日本GPを制したのは、マクラーレンのルイス・ハミルトン。-
2009年
2006年以来の鈴鹿開催となった2009年。予選ではコース改修によってコースオフが多発する中、初の鈴鹿でレッドブルのセバスチャン・ベッテルがポールを獲得。母国グランプリのトヨタのヤルノ・トゥルーリがチームメートのグロックが負傷の中(グロックは決勝欠場)で2位を獲得した。
レースではベッテルが独走しそのまま優勝。ベッテル同様、初の鈴鹿であるハミルトンがトゥルーリと激しい2位争いを展開するが、ピットストップでトゥルーリが逆転しトヨタ母国グランプリで2位表彰台を獲得した。
2010年

悪天候のため土曜予選が順延され、2004年以来2度目の「ワンデイ・グランプリ」となった。決勝ではザウバーの小林可夢偉がヘアピンで5度のオーバーテイクを連発し、7位に入賞した。
2011年 ★
この年3月に発生した東日本大震災で起きた福島第一原子力発電所事故の放射能漏れの影響を心配する声に対し、FOM会長のバーニー・エクレストンは日本GPが安全に開催できることを確約。チケット1,500組3,000枚を用意して被災者を招待した。レースでは、バトンが悲願の日本グランプリ初優勝。またベッテルが2位に入り、残り4戦を残してドライバーズチャンピオンを獲得した。
2012年
予選4位からスタートした小林が、マクラーレンのバトンとの接戦を制し、自身初の3位表彰台を獲得。1990年の鈴木亜久里以来となる日本人ドライバーの母国GP表彰台を達成し、来場の観客から「カムイコール」を送られた。
2014年
台風18号接近に伴う悪天候の中、マルシャのジュール・ビアンキがダンロップコーナーでスピンし、別の事故車両の撤去作業をしていた重機（クレーン車）に激しく衝突する重大事故が発生、この事故によりレースは赤旗打ち切りとなった。意識不明となったビアンキは翌2015年7月17日に死去した。F1レース中の事故に起因するレーサー死亡事案は1994年サンマリノグランプリのアイルトン・セナ以来20年ぶりとなった。
2015年
この年マクラーレンのエンジンサプライヤーとして復帰したホンダ製パワーユニットのパワー不足のため度々1コーナーで抜かれたことで、アロンソが無線で「GP2」と声を荒らげるシーンがあった。
2017年
予選Q3でメルセデスのハミルトンが1分27秒319を記録し、シューマッハの2006年のコースレコードを更新した。
2019年
令和元年東日本台風（台風19号）の接近により土曜の全セッションがキャンセルされ、2010年以来3度目となる「ワンデイ・グランプリ」で行われた。メルセデスが1999年-2004年のフェラーリに並ぶ6年連続コンストラクターズチャンピオンを決め、ハミルトンは2005年にライコネンが記録したファステストラップレコードを14年ぶりに更新した。山本尚貴がトロ・ロッソから金曜フリー走行1回目に出走し、2014年の小林可夢偉以来5年ぶりに日本人ドライバーがF1公式セッションに参加した。レースは53周で行われる予定であったが、電光掲示板で誤って1周早くチェッカーフラッグが振られるハプニングがあり、規則に従い、52周で終了した。
2020年・2021年
新型コロナウィルスで大規模イベントかつ海外からの入国困難により開催が中止。
2022年 ★
3年ぶりに開催された2022年は、内閣総理大臣の岸田文雄がスタートセレモニーに参加した。日本の内閣総理大臣がF1日本グランプリに来場したのは初めてのことである。レーススタート後に悪天候に起因する事故が発生し一時中断、再開するも「3時間規定」により28周の時点（予定周回数53周の75％未満）でチェッカーフラッグが振られレース終了。75％未満の短縮レースではあるが規定通りに3時間経過後にレース終了しており、ポイント減算（ハーフポイント等）には該当せず「75%未満でフルポイント付与」されたF1史上初のGPとなる。
2023年
最後の秋開催。このレースの結果によって、レッドブルは2年連続のコンストラクターズタイトル獲得を決定させた。
2024年
史上初めての春開催。角田裕毅が10位でフィニッシュし、母国で自身初の入賞となった。
2025年
マックス・フェルスタッペンが日本GPで最多となる4連勝をポール・トゥ・ウィンで飾り、この年をもってレッドブルとのパートナーシップを終えるホンダ（HRC）にホームグランプリ勝利を捧げた。また、フェルスタッペンが記録した1分26秒983は、2019年にベッテルが記録したコースレコード（1分27秒064）を6年ぶりに上回った。

## 過去の結果
ピンク地はF1世界選手権以外で開催された年。

クリーム地は全日本F2000選手権の一戦として開催された年（ラウンドの数字は同選手権のもの）。

### 1963年〜1976年
| 回 | 年度 | 決勝日                         | カテゴリー                         | ラウンド                       | サーキット                     | ドライバー                     | 優勝車                                 | 結果                           | 出典                           |
| -- | ---- | ------------------------------ | ---------------------------------- | ------------------------------ | ------------------------------ | ------------------------------ | -------------------------------------- | ------------------------------ | ------------------------------ |
| 1  | 1963 | 05月03日 05月04日              | 国際スポーツカー                   | 非選手権                       | 鈴鹿                           | ピーター・ウォー               | ロータス・23-フォード                  | 詳細                           | [ 24 ] [ 25 ]                  |
| 2  | 1964 | 05月02日 05月03日              | フォーミュラカー （JAFトロフィー） | 非選手権                       | 鈴鹿                           | マイケル・ナイト               | ブラバム・BT6-フォード                 | 詳細                           | [ 27 ]                         |
|    | 1965 | 開催されず                     | 開催されず                         | 開催されず                     | 開催されず                     | 開催されず                     | 開催されず                             | 開催されず                     | 開催されず                     |
| 3  | 1966 | 05月03日                       | スポーツカー                       | 非選手権                       | 富士                           | 砂子義一                       | プリンス・R380                         | 詳細                           | [ 28 ]                         |
| 4  | 1967 | 05月03日                       | スポーツカー                       | 非選手権                       | 富士                           | 生沢徹                         | ポルシェ・カレラ6                      | 詳細                           | [ 29 ]                         |
|    | 1968 | 05月03日                       | 二座席レーシングカー               | 非選手権                       | 富士                           | 北野元                         | 日産・R381-シボレー                    | 詳細                           | [ 31 ]                         |
|    | 1969 | 10月10日                       | 二座席レーシングカー               | 非選手権                       | 富士                           | 黒澤元治 砂子義一              | 日産・R382                             | 詳細                           | [ 32 ]                         |
|    | 1970 | 中止                           | 中止                               | 中止                           | 中止                           | 中止                           | 中止                                   | 中止                           | 中止                           |
|    | 1971 | 05月03日                       | フォーミュラカー                   | 非選手権                       | 富士                           | 永松邦臣                       | 三菱・コルトF2000                      | 詳細                           | [ 34 ]                         |
|    | 1972 | 05月03日                       | フォーミュラカー                   | 非選手権                       | 富士                           | ジョン・サーティース           | サーティース・TS10-フォード            | 詳細                           | [ 36 ]                         |
|    | 1973 | 05月03日                       | 全日本F2000選手権                  | 1                              | 富士                           | 黒澤元治                       | マーチ・722-BMW                        | 詳細                           | [ 37 ]                         |
|    | 1974 | オイルショックの影響により中止 | オイルショックの影響により中止     | オイルショックの影響により中止 | オイルショックの影響により中止 | オイルショックの影響により中止 | オイルショックの影響により中止         | オイルショックの影響により中止 | オイルショックの影響により中止 |
|    | 1975 | 05月04日                       | 全日本F2000選手権                  | 1                              | 富士                           | 長谷見昌弘                     | マーチ・742-BMW （スリーボンドマーチ） | 詳細                           | [ 38 ]                         |
|    | 1976 | 11月07日                       | 全日本F2000選手権                  | 5                              | 鈴鹿                           | ジャック・ラフィット           | シェブロン・B35-BMW                    | 詳細                           | [ 40 ]                         |

- 1967年までは「第○回日本グランプリ」と回数表記、以降は「'68日本グランプリ」のように年度下2桁表記となる。

### F1日本グランプリ（1976年〜）
| 年          | 決勝日                                       | ラウンド                                     | サーキット                                   | 勝者                                         | コンストラクター                             | 結果                                         |                                              |
| ----------- | -------------------------------------------- | -------------------------------------------- | -------------------------------------------- | -------------------------------------------- | -------------------------------------------- | -------------------------------------------- | -------------------------------------------- |
| 1976        | 10月24日                                     | 16                                           | 富士                                         | マリオ・アンドレッティ                       | ロータス-フォード                            | 詳細                                         |                                              |
| 1977        | 10月23日                                     | 17                                           | 富士                                         | ジェームス・ハント                           | マクラーレン-フォード                        | 詳細                                         |                                              |
| 1978 - 1986 | 開催されず                                   | 開催されず                                   | 開催されず                                   | 開催されず                                   | 開催されず                                   | 開催されず                                   |                                              |
| 1987        | 11月01日                                     | 15                                           | 鈴鹿                                         | ゲルハルト・ベルガー                         | フェラーリ                                   | 詳細                                         |                                              |
| 1988        | 10月30日                                     | 15                                           | 鈴鹿                                         | アイルトン・セナ                             | マクラーレン-ホンダ                          | 詳細                                         |                                              |
| 1989        | 10月22日                                     | 15                                           | 鈴鹿                                         | アレッサンドロ・ナニーニ                     | ベネトン-フォード                            | 詳細                                         |                                              |
| 1990        | 10月21日                                     | 15                                           | 鈴鹿                                         | ネルソン・ピケ                               | ベネトン-フォード                            | 詳細                                         |                                              |
| 1991        | 10月20日                                     | 15                                           | 鈴鹿                                         | ゲルハルト・ベルガー                         | マクラーレン-ホンダ                          | 詳細                                         |                                              |
| 1992        | 10月25日                                     | 15                                           | 鈴鹿                                         | リカルド・パトレーゼ                         | ウィリアムズ-ルノー                          | 詳細                                         |                                              |
| 1993        | 10月24日                                     | 15                                           | 鈴鹿                                         | アイルトン・セナ                             | マクラーレン-フォード                        | 詳細                                         |                                              |
| 1994        | 11月06日                                     | 15                                           | 鈴鹿                                         | デイモン・ヒル                               | ウィリアムズ-ルノー                          | 詳細                                         |                                              |
| 1995        | 10月29日                                     | 16                                           | 鈴鹿                                         | ミハエル・シューマッハ                       | ベネトン-ルノー                              | 詳細                                         |                                              |
| 1996        | 10月13日                                     | 16                                           | 鈴鹿                                         | デイモン・ヒル                               | ウィリアムズ-ルノー                          | 詳細                                         |                                              |
| 1997        | 10月12日                                     | 16                                           | 鈴鹿                                         | ミハエル・シューマッハ                       | フェラーリ                                   | 詳細                                         |                                              |
| 1998        | 11月01日                                     | 16                                           | 鈴鹿                                         | ミカ・ハッキネン                             | マクラーレン-メルセデス                      | 詳細                                         |                                              |
| 1999        | 10月31日                                     | 16                                           | 鈴鹿                                         | ミカ・ハッキネン                             | マクラーレン-メルセデス                      | 詳細                                         |                                              |
| 2000        | 10月08日                                     | 16                                           | 鈴鹿                                         | ミハエル・シューマッハ                       | フェラーリ                                   | 詳細                                         |                                              |
| 2001        | 10月14日                                     | 17                                           | 鈴鹿                                         | ミハエル・シューマッハ                       | フェラーリ                                   | 詳細                                         |                                              |
| 2002        | 10月13日                                     | 17                                           | 鈴鹿                                         | ミハエル・シューマッハ                       | フェラーリ                                   | 詳細                                         |                                              |
| 2003        | 10月12日                                     | 16                                           | 鈴鹿                                         | ルーベンス・バリチェロ                       | フェラーリ                                   | 詳細                                         |                                              |
| 2004        | 10月10日                                     | 17                                           | 鈴鹿                                         | ミハエル・シューマッハ                       | フェラーリ                                   | 詳細                                         |                                              |
| 2005        | 10月09日                                     | 18                                           | 鈴鹿                                         | キミ・ライコネン                             | マクラーレン-メルセデス                      | 詳細                                         |                                              |
| 2006        | 10月08日                                     | 17                                           | 鈴鹿                                         | フェルナンド・アロンソ                       | ルノー                                       | 詳細                                         |                                              |
| 2007        | 09月30日                                     | 15                                           | 富士                                         | ルイス・ハミルトン                           | マクラーレン-メルセデス                      | 詳細                                         |                                              |
| 2008        | 10月12日                                     | 16                                           | 富士                                         | フェルナルド・アロンソ                       | ルノー                                       | 詳細                                         |                                              |
| 2009        | 10月04日                                     | 15                                           | 鈴鹿                                         | セバスチャン・ベッテル                       | レッドブル-ルノー                            | 詳細                                         |                                              |
| 2010        | 10月10日                                     | 16                                           | 鈴鹿                                         | セバスチャン・ベッテル                       | レッドブル-ルノー                            | 詳細                                         |                                              |
| 2011        | 10月09日                                     | 15                                           | 鈴鹿                                         | ジェンソン・バトン                           | マクラーレン-メルセデス                      | 詳細                                         |                                              |
| 2012        | 10月07日                                     | 15                                           | 鈴鹿                                         | セバスチャン・ベッテル                       | レッドブル-ルノー                            | 詳細                                         |                                              |
| 2013        | 10月13日                                     | 15                                           | 鈴鹿                                         | セバスチャン・ベッテル                       | レッドブル-ルノー                            | 詳細                                         |                                              |
| 2014        | 10月05日                                     | 15                                           | 鈴鹿                                         | ルイス・ハミルトン                           | メルセデス                                   | 詳細                                         |                                              |
| 2015        | 09月27日                                     | 14                                           | 鈴鹿                                         | ルイス・ハミルトン                           | メルセデス                                   | 詳細                                         |                                              |
| 2016        | 10月09日                                     | 17                                           | 鈴鹿                                         | ニコ・ロズベルグ                             | メルセデス                                   | 詳細                                         |                                              |
| 2017        | 10月08日                                     | 16                                           | 鈴鹿                                         | ルイス・ハミルトン                           | メルセデス                                   | 詳細                                         |                                              |
| 2018        | 10月07日                                     | 17                                           | 鈴鹿                                         | ルイス・ハミルトン                           | メルセデス                                   | 詳細                                         |                                              |
| 2019        | 10月13日                                     | 17                                           | 鈴鹿                                         | バルテリ・ボッタス                           | メルセデス                                   | 詳細                                         |                                              |
| 2020        | 新型コロナウイルスの感染拡大の影響により中止 | 新型コロナウイルスの感染拡大の影響により中止 | 新型コロナウイルスの感染拡大の影響により中止 | 新型コロナウイルスの感染拡大の影響により中止 | 新型コロナウイルスの感染拡大の影響により中止 | 新型コロナウイルスの感染拡大の影響により中止 | 新型コロナウイルスの感染拡大の影響により中止 |
| 2021        | 新型コロナウイルスの感染拡大の影響により中止 | 新型コロナウイルスの感染拡大の影響により中止 | 新型コロナウイルスの感染拡大の影響により中止 | 新型コロナウイルスの感染拡大の影響により中止 | 新型コロナウイルスの感染拡大の影響により中止 | 新型コロナウイルスの感染拡大の影響により中止 | 新型コロナウイルスの感染拡大の影響により中止 |
| 2022        | 10月09日                                     | 18                                           | 鈴鹿                                         | マックス・フェルスタッペン                   | レッドブル-RBPT                              | 詳細                                         |                                              |
| 2023        | 09月24日                                     | 17                                           | 鈴鹿                                         | マックス・フェルスタッペン                   | レッドブル-ホンダ・RBPT                      | 詳細                                         |                                              |
| 2024        | 04月07日                                     | 4                                            | 鈴鹿                                         | マックス・フェルスタッペン                   | レッドブル-ホンダ・RBPT                      | 詳細                                         |                                              |
| 2025        | 04月06日                                     | 3                                            | 鈴鹿                                         | マックス・フェルスタッペン                   | レッドブル-ホンダ・RBPT                      | 詳細                                         |                                              |

- 1976年は「F1世界選手権・イン・ジャパン」の名称で開催。

### 開催されたサーキット

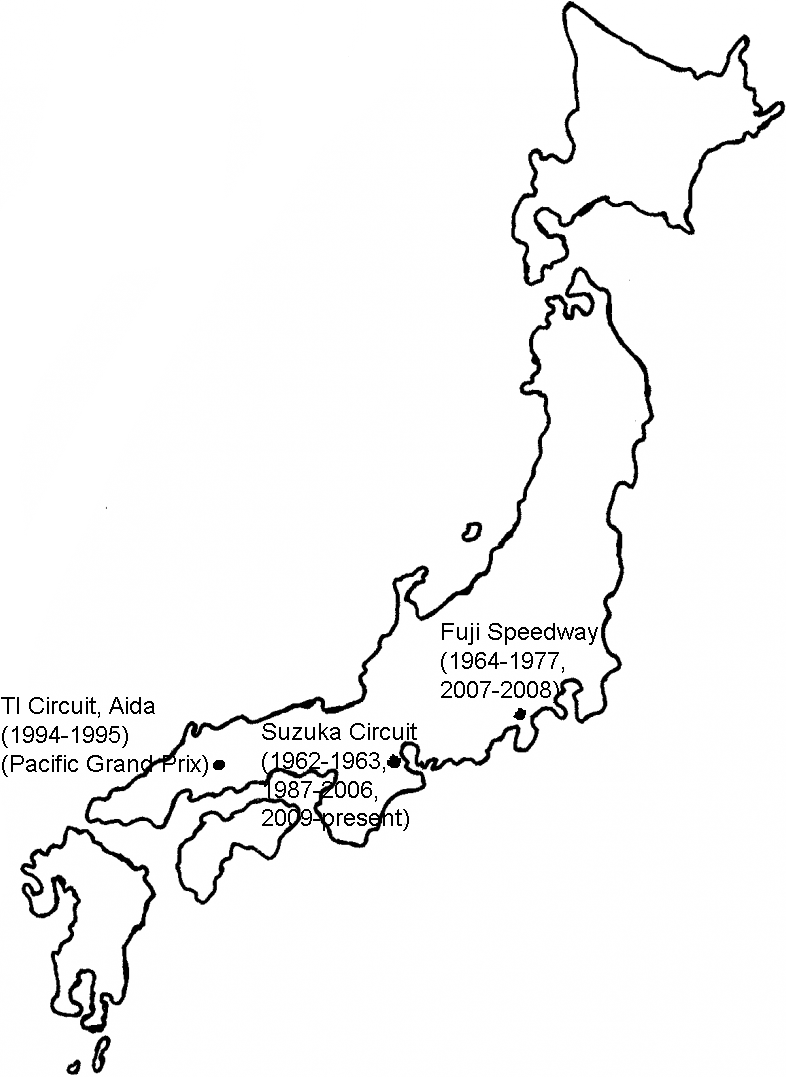
日本国内で行われたグランプリ（パシフィックグランプリを含む）

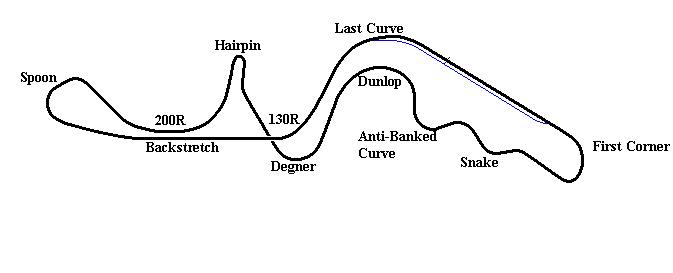
鈴鹿（1963-1964, 1976）
富士（1966-1969, 1971）
富士（1972-1973, 1975-1977）
鈴鹿（1987-2002）
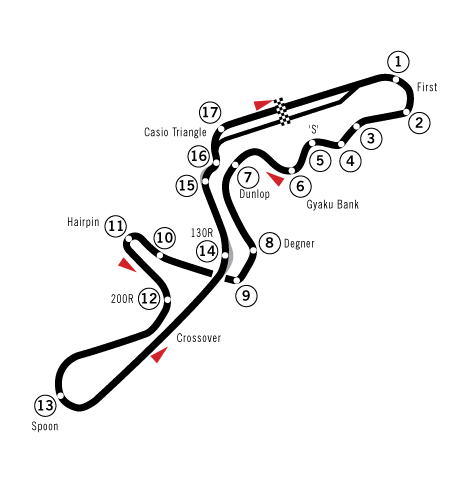
鈴鹿（2003-2004）
鈴鹿（2005-2006, 2009-2019, 2022-）
富士（2007-2008）

## 優勝回数
いずれも複数回勝利を挙げた者のみ対象とする。

### ドライバー
| 回数 | ドライバー                 | 優勝年                             |
| ---- | -------------------------- | ---------------------------------- |
| 6    | ミハエル・シューマッハ     | 1995, 1997, 2000, 2001, 2002, 2004 |
| 5    | ルイス・ハミルトン         | 2007, 2014, 2015, 2017, 2018       |
| 4    | セバスチャン・ベッテル     | 2009, 2010, 2012, 2013             |
| 4    | マックス・フェルスタッペン | 2022, 2023, 2024, 2025             |
| 2    | 砂子義一                   | 1966, 1969                         |
| 2    | 黒澤元治                   | 1969, 1973                         |
| 2    | ゲルハルト・ベルガー       | 1987, 1991                         |
| 2    | アイルトン・セナ           | 1988, 1993                         |
| 2    | デイモン・ヒル             | 1994, 1996                         |
| 2    | ミカ・ハッキネン           | 1998, 1999                         |
| 2    | フェルナンド・アロンソ     | 2006, 2008                         |

- 太字は2025年のF1世界選手権に参戦中のドライバー。
- ピンク地はF1世界選手権以外で開催された年。
- クリーム地は全日本F2000選手権の一戦として開催された年。

### コンストラクター
| 回数 | コンストラクター | 優勝年                                               |
| ---- | ---------------- | ---------------------------------------------------- |
| 9    | マクラーレン     | 1977, 1988, 1991, 1993, 1998, 1999, 2005, 2007, 2011 |
| 8    | レッドブル       | 2009, 2010, 2012, 2013, 2022, 2023, 2024, 2025       |
| 7    | フェラーリ       | 1987, 1997, 2000, 2001, 2002, 2003, 2004             |
| 6    | メルセデス       | 2014, 2015, 2016, 2017, 2018, 2019                   |
| 3    | ベネトン         | 1989, 1990, 1995                                     |
| 3    | ウィリアムズ     | 1992, 1994, 1996                                     |
| 2    | ロータス         | 1963, 1976                                           |
| 2    | ポルシェ         | 1964, 1967                                           |
| 2    | 日産             | 1968, 1969                                           |
| 2    | マーチ           | 1973, 1975                                           |
| 2    | ルノー           | 2006, 2008                                           |

- 太字は2025年のF1世界選手権に参戦中のコンストラクター。
- ピンク地はF1世界選手権以外で開催された年。
- クリーム地は全日本F2000選手権の一戦として開催された年。

1. ↑  1986年-1995年はイギリス国籍、1996年-2001年はイタリア国籍。

### エンジン
| 回数 | メーカー     | 優勝年                                                           |
| ---- | ------------ | ---------------------------------------------------------------- |
| 11   | メルセデス   | 1998, 1999, 2005, 2007, 2011, 2014, 2015, 2016, 2017, 2018, 2019 |
| 10   | ルノー       | 1992, 1994, 1995, 1996, 2006, 2008, 2009, 2010, 2012, 2013       |
| 8    | フォード     | 1963, 1964, 1972, 1976, 1977, 1989, 1990, 1993                   |
| 7    | フェラーリ   | 1987, 1997, 2000, 2001, 2002, 2003, 2004                         |
| 3    | BMW          | 1973, 1975, 1976                                                 |
| 3    | ホンダ・RBPT | 2023, 2024, 2025                                                 |
| 2    | ホンダ       | 1988, 1991                                                       |

- 太字は2025年のF1世界選手権に参戦中のメーカー。
- ピンク地はF1世界選手権以外で開催された年。
- クリーム地は全日本F2000選手権の一戦として開催された年。

1. ↑  1998-2005年はイルモアが製造。
2. ↑  コスワースが製造。
3. 1 2  1976年は全日本F2000選手権のレースが「日本グランプリ」とされたため、F1は「F1世界選手権イン・ジャパン」として開催された。
4. 1 2  2022-2025年にホンダ・レーシング(HRC)が製造しているRBPT及びホンダ・RBPTと記録は別扱い。

## 観客数
1980年代末から1990年代前半にかけてのF1ブーム期に、日本GPの観戦券はプラチナチケット化した。レースウィーク中の観客動員数は、1987年の24万7000人から1993年には35万人を突破し、最初のピークを迎える。1994年のアイルトン・セナの事故死後はF1ブームも一段落するが、その後も観客動員は31万〜32万人台で安定推移し、2006年に歴代最多の36万1000人（決勝日だけで16万1000人）を記録。この年で引退するシューマッハと2連覇を目指すアロンソのチャンピオン争いの結末や、ハンガリーグランプリで優勝を果たした第3期ホンダ、そしてこの年から「純日本チーム」としてF1に殴り込み、地元に凱旋したスーパーアグリなど、様々な要因が重なり合ったものと考えられる。
しかし、富士開催の2007年から2008年にかけて一気に15万人以上が減少。鈴鹿に戻ってからも20万人を割り込み、日本人ドライバーの不在、ホンダ第4期活動の低迷、国内無料テレビ中継終了などの要因もあり、2017年には過去最低の13万7000人（同6万8000人）まで落ち込んだ。2018年は前年を上回る16万5000人(同8万1000人)を記録し、減少傾向に歯止めがかかり、2019年は令和元年東日本台風（台風19号）の影響で土曜の開催を見合わせたため過去最低の12万2000人に減少したが、この年レッドブル・ホンダが2勝し、山本尚貴がフリー走行1回目に出走したこともあり、金曜、日曜ともに観客数は増加している。2020年と2021年は新型コロナウイルスの感染拡大により中止となったが、3年ぶりの開催となった2022年は16年ぶりに前売りチケットが完売。3日間とも動員数を伸ばし、10年ぶりに20万人の大台に達した。コロナ対策が緩和された2023年はさらに動員数を伸ばし、決勝日は11年ぶりに10万人を突破した。初めての春開催となった2024年も観客動員数を伸ばし、3日間の観客動員数は約22万9000人と、鈴鹿で日本GPが再開された2009年以降で最多を記録した。2025年は開催直前に角田裕毅が強豪チームのレッドブルに移籍したこともありさらに観客動員を増やし、26万6000人が来場した。
| 年   | サーキット                                   | 観客動員数                                   | 観客動員数                                   | 観客動員数                                   | 観客動員数                                   | 観客動員数                                   | 備考                                         |
| 年   | サーキット                                   | 木曜日                                       | 金曜日                                       | 土曜日                                       | 日曜日                                       | 合計（前年比）                               | 備考                                         |
| ---- | -------------------------------------------- | -------------------------------------------- | -------------------------------------------- | -------------------------------------------- | -------------------------------------------- | -------------------------------------------- | -------------------------------------------- |
| 1987 | 鈴鹿                                         | 25,000                                       | 36,000                                       | 74,000                                       | 112,000                                      | 247,000                                      | 初開催に付き木曜特別走行を実施               |
| 1988 | 鈴鹿                                         |                                              | 37,000                                       | 75,000                                       | 121,000                                      | 233,000 (-14,000)                            |                                              |
| 1989 | 鈴鹿                                         |                                              | 51,000                                       | 100,000                                      | 132,000                                      | 283,000 (+50,000)                            |                                              |
| 1990 | 鈴鹿                                         |                                              | 60,000                                       | 115,000                                      | 141,000                                      | 316,000 (+33,000)                            |                                              |
| 1991 | 鈴鹿                                         |                                              | 69,000                                       | 120,000                                      | 148,000                                      | 337,000 (+21,000)                            |                                              |
| 1992 | 鈴鹿                                         |                                              | 56,000                                       | 126,000                                      | 150,000                                      | 332,000 (-5,000)                             |                                              |
| 1993 | 鈴鹿                                         |                                              | 67,000                                       | 132,000                                      | 151,000                                      | 350,000 (+18,000)                            |                                              |
| 1994 | 鈴鹿                                         |                                              | 67,000                                       | 135,000                                      | 155,000                                      | 357,000 (+7,000)                             |                                              |
| 1995 | 鈴鹿                                         |                                              | 60,000                                       | 125,000                                      | 145,000                                      | 330,000 (-27,000)                            |                                              |
| 1996 | 鈴鹿                                         |                                              | 54,000                                       | 110,000                                      | 139,000                                      | 303,000 (-27,000)                            |                                              |
| 1997 | 鈴鹿                                         |                                              | 65,000                                       | 112,000                                      | 140,000                                      | 317,000 (+14,000)                            |                                              |
| 1998 | 鈴鹿                                         |                                              | 50,000                                       | 120,000                                      | 148,000                                      | 318,000 (+1,000)                             |                                              |
| 1999 | 鈴鹿                                         |                                              | 52,000                                       | 120,000                                      | 146,000                                      | 318,000 (0)                                  |                                              |
| 2000 | 鈴鹿                                         |                                              | 52,000                                       | 115,000                                      | 151,000                                      | 318,000 (0)                                  |                                              |
| 2001 | 鈴鹿                                         |                                              | 50,000                                       | 110,000                                      | 150,000                                      | 310,000 (-8,000)                             |                                              |
| 2002 | 鈴鹿                                         |                                              | 53,000                                       | 118,000                                      | 155,000                                      | 326,000 (+16,000)                            |                                              |
| 2003 | 鈴鹿                                         |                                              | 54,000                                       | 120,000                                      | 155,000                                      | 329,000 (+3,000)                             |                                              |
| 2004 | 鈴鹿                                         |                                              | 54,000                                       | 0                                            | 156,000                                      | 210,000 (-119,000)                           | 台風接近のため土曜日程中止                   |
| 2005 | 鈴鹿                                         |                                              | 54,000                                       | 110,000                                      | 156,000                                      | 320,000 (+110,000)                           |                                              |
| 2006 | 鈴鹿                                         |                                              | 57,000                                       | 143,000                                      | 161,000                                      | 361,000 (+41,000)                            |                                              |
| 2007 | 富士                                         |                                              | 52,000                                       | 90,000                                       | 140,000                                      | 282,000 (-79,000)                            |                                              |
| 2008 | 富士                                         |                                              | 37,000                                       | 71,000                                       | 100,000                                      | 208,000 (-74,000)                            |                                              |
| 2009 | 鈴鹿                                         |                                              | 31,000                                       | 78,000                                       | 101,000                                      | 210,000 (+2,000)                             |                                              |
| 2010 | 鈴鹿                                         |                                              | 33,000                                       | 61,000                                       | 96,000                                       | 190,000 (-20,000)                            |                                              |
| 2011 | 鈴鹿                                         |                                              | 35,000                                       | 62,000                                       | 102,000                                      | 199,000 (+9,000)                             |                                              |
| 2012 | 鈴鹿                                         |                                              | 41,000                                       | 64,000                                       | 103,000                                      | 208,000 (+9,000)                             |                                              |
| 2013 | 鈴鹿                                         |                                              | 33,000                                       | 52,000                                       | 86,000                                       | 171,000 (-37,000)                            |                                              |
| 2014 | 鈴鹿                                         |                                              | 30,000                                       | 48,000                                       | 72,000                                       | 150,000 (-21,000)                            |                                              |
| 2015 | 鈴鹿                                         |                                              | 30,000                                       | 54,000                                       | 81,000                                       | 165,000 (+15,000)                            |                                              |
| 2016 | 鈴鹿                                         |                                              | 27,000                                       | 46,000                                       | 72,000                                       | 145,000 (-20,000)                            |                                              |
| 2017 | 鈴鹿                                         |                                              | 26,000                                       | 43,000                                       | 68,000                                       | 137,000 (-8,000)                             |                                              |
| 2018 | 鈴鹿                                         |                                              | 31,000                                       | 53,000                                       | 81,000                                       | 165,000 (+28,000)                            |                                              |
| 2019 | 鈴鹿                                         |                                              | 33,000                                       | 0                                            | 89,000                                       | 122,000 (-43,000)                            | 台風接近のため土曜日程中止                   |
| 2020 | 新型コロナウイルスの感染拡大の影響により中止 | 新型コロナウイルスの感染拡大の影響により中止 | 新型コロナウイルスの感染拡大の影響により中止 | 新型コロナウイルスの感染拡大の影響により中止 | 新型コロナウイルスの感染拡大の影響により中止 | 新型コロナウイルスの感染拡大の影響により中止 | 新型コロナウイルスの感染拡大の影響により中止 |
| 2021 | 新型コロナウイルスの感染拡大の影響により中止 | 新型コロナウイルスの感染拡大の影響により中止 | 新型コロナウイルスの感染拡大の影響により中止 | 新型コロナウイルスの感染拡大の影響により中止 | 新型コロナウイルスの感染拡大の影響により中止 | 新型コロナウイルスの感染拡大の影響により中止 | 新型コロナウイルスの感染拡大の影響により中止 |
| 2022 | 鈴鹿                                         |                                              | 38,000                                       | 68,000                                       | 94,000                                       | 200,000 (+78,000)                            |                                              |
| 2023 | 鈴鹿                                         |                                              | 42,000                                       | 79,000                                       | 101,000                                      | 222,000 (+22,000)                            |                                              |
| 2024 | 鈴鹿                                         |                                              | 50,000                                       | 77,000                                       | 102,000                                      | 229,000 (+7,000)                             |                                              |
| 2025 | 鈴鹿                                         |                                              | 60,000                                       | 91,000                                       | 115,000                                      | 266,000 (+37,000)                            |                                              |

マウスポインタを棒グラフの各要素に合わせると、各年の数値がポップアップする。
- 決勝（日）
- 予選（土）
- フリー走行（金）

## 冠スポンサー
鈴鹿初開催の1987年からフジテレビジョンが冠スポンサーを務めていたが、金融危機の煽りを受け2009年を最後に降板した。1つのグランプリにおける連続契約年数23年はF1史上最長である。
その後しばらく不在だったが、2016年はエミレーツ航空、2018年・2022年は本田技研工業、2023年・2025年はレノボ、2024年はMSCクルーズがそれぞれ冠スポンサーを務めている。
2020年はピレリ、2021年は本田技研工業がそれぞれ冠スポンサーを務める予定だったが中止となった。
- 1987年 - 2009年：フジテレビジョン
- 2010年 - 2015年：なし
- 2016年：エミレーツ航空
- 2017年、2019年：なし
- 2018年、2022年：本田技研工業
- （2020年：ピレリ）
- （2021年：本田技研工業）
- 2023年、2025年：レノボ
- 2024年：MSCクルーズ

### 歴代グリッドガール一覧
このフジテレビで放送される日本グランプリをPRする“グリッドガール”が存在していた。毎年オーディションで選出され、その中からグランプリと準グランプリを選出しプロモーション活動を行っていたが、2008年と2009年はその位置付けが行われなかった。
なお、開催当日は下記のメンバーに加え、さらに十数名のグリッドガールがレースに参加していた。
- 2005年：西園恵（グランプリ）、白石由梨（準グランプリ）、伊藤麻衣（準グランプリ）
- 2006年：南乃サラ（グランプリ）、富永亜矢乃（準グランプリ）、植田早紀（準グランプリ）
- 2007年：ロペス貴子（グランプリ）、村岡沙耶香（準グランプリ）、森下まゆみ（準グランプリ）
- 2008年：杉澤友香、渕脇レイナ、上原やよい、伊藤有里、美咲知春
- 2009年：新田梢恵、亜依香、真矢